# Robert MacNaughton
Robert MacNaughton (New York, 19 dicembre 1966) è un attore statunitense.

## Biografia
Ha iniziato la sua carriera nel 1980, partecipando soprattutto a ruoli televisivi. Il suo ruolo di maggior rilievo è quello di Michael, fratello di Elliott in E.T. l'extra-terrestre. Svolse poi il proprio ruolo di attore soprattutto a teatro, oltre a qualche apparizione in serie televisive del canale americano HBO: Amen, Newhart e Vietnam War Story. Nel 1987 si ritirò dalle scene e iniziò a svolgere il lavoro di postino a Phoenix. È sposato e ha un figlio, Noah, nato nel 1997. Dal 2011 si è trasferito con la famiglia a Jersey City.

## Filmografia parziale
- Angel City (1980)
- Big Bend Country (1981)
- E.T. l'extra-terrestre (1982)
- The Electric Grandmother (1982)
- I Am the Cheese (1983)

## Doppiatori italiani
- Fabrizio Manfredi in E.T. l'extra-terrestre
- Andrea Mete in E.T. l'extra-terrestre (ed.2002)